# Alice Mary Smith
Alice Mary Smith, cuyo nombre de casada era Alice Mary Meadows White (Londres, 19 de mayo de 1839-Londres, 4 de diciembre de 1884), fue una compositora británica. Su producción compositiva incluye dos sinfonías y una gran colección de obras corales, tanto religiosas como profanas.

## Biografía
Smith nació en Londres, siendo la tercera hija de una familia relativamente acomodada. Desde sus primeros años ya mostró talento y aptitud para la música y comenzó así a recibir lecciones privadas de William Sterndale Bennett y George Alexander Macfarren, llegando a publicar su primera canción en 1857. En noviembre de 1867 contrajo matrimonio con el abogado Frederick Meadows White. Ese mismo año, fue elegida Profesional Femenina Asociada de la Royal Philharmonic Society. En 1884 fue elegida como miembro honorario de la Royal Academy of Music. Ese mismo año, tras viajar al extranjero para intentar recuperarse de un período de enfermedad, falleció por fiebre tifoidea en Londres.

## Obras
Smith fue un compositora prolífica que escribió para una diversa gama de formaciones musicales.
Entre sus obras de música de cámara, podemos encontrar cuatro cuartetos con piano, tres cuartetos de cuerda y una sonata para clarinete y piano (1870). Sus composiciones orquestales incluyen seis oberturas, un andante para clarinete y orquesta, y dos sinfonías. Smith escribió su primera sinfonía, en Do menor, a la edad de 24 años, y ésta fue interpretada por la Sociedad Musical de Londres en 1863. Su segunda sinfonía, en La menor, fue escrita para el concurso de Alexandra Palace de 1876, pero nunca se presentó.
Las dos obras de mayor envergadura compuestas por Smith fueron: Gisela de Rüdesheim, una opereta para orquesta, coro y solistas que se interpretó en 1865 en la Fitzwilliam Music Society de Cambridge; y The Masque of Pandora (1875), para la que nunca se completó su orquestación.
La obra de Smith incluye una de las mayores colecciones de música coral sacra escritos por una compositora, incluyendo seis himnos, tres cánticos (y el principio de un cuarto), así como la cantata breve Exile, obra de carácter religioso basada en episodios de Esther, de Jean Racine. En febrero de 1864, sus himnos Quienquiera que tenga los bienes de este mundo y Por las aguas de Babilonia fueron interpretados por Joseph Barnby durante una liturgia de la iglesia de St Andrew's, Wells Street, convirtiéndose así en la primera vez en utilizarse la música de una compositora para las liturgias de la Iglesia de Inglaterra.
En 1880, decidió centrarse en escribir cantatas de mayor envergadura, y todas ellas fueron publicadas por Novello and Co. Entre estas obras encontramos su Oda al viento del noreste para coro y orquesta, y la que es su obra más larga, la Oda a Las Pasiones (1882), interpretada en el Festival de Hereford de ese mismo año. Asimismo, Smith compuso dos cantatas para voces masculinas durante los dos últimos años de su vida. El esposo de Smith afirmó en el obituario de la compositora que ésta se encontraba trabajando en una musicalización del poema The Valley of Remorse de Louisa Sarah Bevington para coro, solistas y orquesta. Sin embargo, no se ha encontrado ningún manuscrito que respalde esta afirmación. De sus cuarenta canciones, su trabajo más popular fue el dueto vocal O that we two were maying.
Desde 2010, los manuscritos de Smith se encuentran en la biblioteca de la Real Academia de Música de Londres. Sus dos sinfonías y oberturas han sido publicadas por A-R Editions, editadas por Ian Graham-Jones. Sus Sinfonías en la menor, en Do menor, y el Andante para clarinete y orquesta han sido grabados por Howard Shelley y los London Mozart Players para el sello discográfico Chandos. Leonard Sanderman editó el completo de la música coral sacra de Smith, grabándola además con The Eoferwic Consort, gracias a una subvención de la AHRC Knowledge Exchange.
En un obituario de la revista The Athenaeum publicado el 13 de diciembre de 1884 se podía leer: «Su música está marcada por la elegancia y la gracia … poder y energía. Su uso de la forma era siempre claro y sus ideas libres de excentricidad; simpatizaba de manera evidente con la escuela clásica, más que con la romántica».